# Mélykút
Mélykút é uma cidade da Hungria, situada no condado de Bács-Kiskun. Tem 123,47 km² de área e sua população em 2019 foi estimada em 4.763 habitantes.